# Slag bij Allerheim

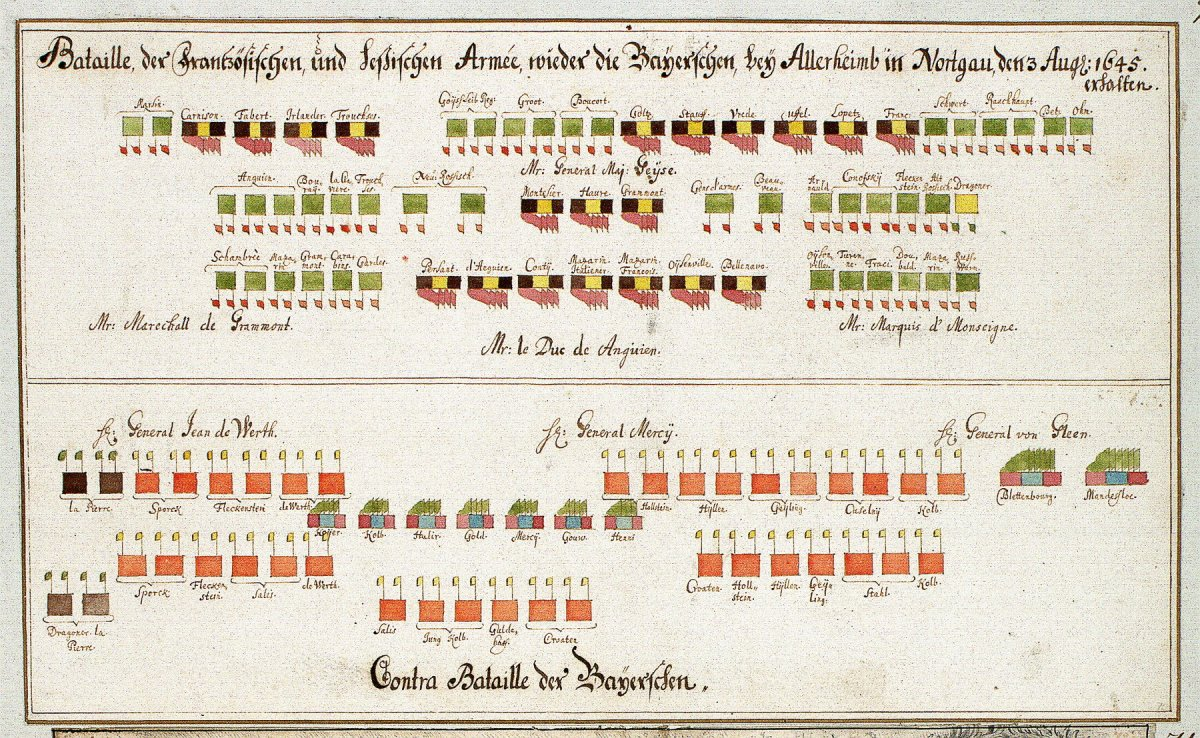
Opstelling van de troepen

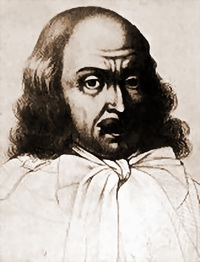
De aanvoerder van het Beierse leger Franz von Mercy sneuvelde bij Alerheim

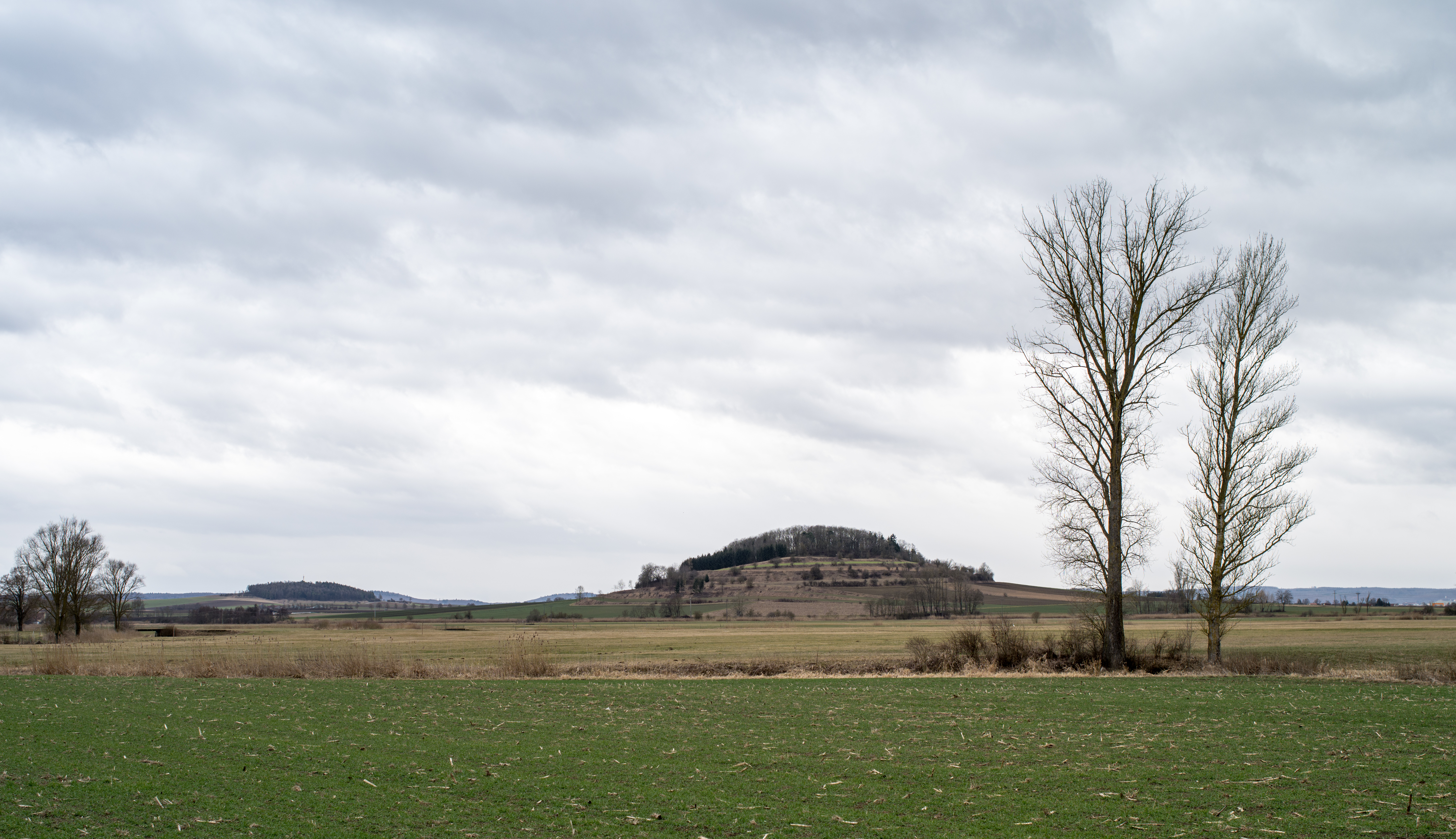
De Wennenberg bij Alerheim

De Slag bij Al(l)erheim, ook de Tweede Slag bij Nördlingen omdat het slagveld dicht bij het slagveld uit 1634 lag, was een veldslag van de Dertigjarige Oorlog. De slag tussen een Frans-Hessisch leger en een Beiers-keizerlijk leger was een overwinning voor Frankrijk en Hessen. Maar de verliezen aan beide kanten waren zo hoog dat de overwinning niet kon uitgebuit worden.

## Aanloop
In het voorjaar van 1645 stak een Frans leger van 11.000 man onder leiding van Henri de La Tour d'Auvergne, burggraaf van Turenne, de Rijn over. Het trok door Württemberg op zoek naar het Beiers leger onder leiding van Franz von Mercy, dat gelegerd was in Rothenburg ob der Tauber. Mercy was in de minderheid maar slaagde erin het Franse leger te verrassen in Herbsthausen (Mergentheim) en maakte de Franse artillerie en bagagetros buit. De Fransen verloren in deze slag 4.000 man, de Beieren maar 600 man.
Hierop trok het leger van Turenne naar Hessen-Kassel waar zijn leger werd aangevuld met Hessenaren, Zweden (onder leiding van Hans Christoff von Königsmarck) en een tweede Frans leger onder leiding van Lodewijk II van Bourbon-Condé, hertog van Enghien. Dit nieuwe leger was 22.000 man sterk. Het Beiers leger werd intussen versterkt met een keizerlijk leger onder leiding van graaf Godfried Huyn van Geleen. Mercy kreeg het bevel van hertog Maximiliaan van Beieren om de Fransen tegen te houden voor ze Beieren zouden bereiken. Maar het Beiers-keizerlijk leger, met 15 tot 16.000 man was in de minderheid. Het leger van Turenne werd verzwakt toen het Zweedse leger onder Von Königsmarck op bevel van de Zweden naar Saksen trok. Het Frans-Hessisch leger telde toen nog 17 à 18.000 man.

## Verloop
Mercy probeerde een open confrontatie met de vijand te vermijden. Na dagen van manoeuvres tussen beide legers koos Mercy een gunstige positie bij het dorp Alerheim. Hij stuurde de bagagetros naar Donauwörth en liet zijn leger schansen bouwen. Van Geleen met de keizerlijke cavalerie vormde de rechtervleugel, het midden werd beschermd door het dorp Allerheim en werd geleid door Mercy en Jan van Werth leidde de linkervleugel, die kon rekenen op de beschutting van een kasteelruïne. De Fransen erkenden de sterke, verdedigende positie van het andere leger maar besloten om toch aan te vallen. Op 3 augustus stelden de Fransen en Hessenaren zich op: de Franse cavalerie van graaf Antoine III de Gramont op de rechtervleugel, de Franse cavalerie van Turenne en de Hessische cavalerie van Johann von Geyso op de linkervleugel en de infanterie van Marsin in het midden.
Tussen 16 en 17 uur begon de slag met een artillerieduel waarbij de goed geplaatste kanonnen van Mercy veel schade aanrichtten. Marsin leidde vervolgens een infanterieaanval op het dorp Alerheim. Het doel werd bijna bereikt maar uiteindelijk moesten de Fransen zich terugtrekken; Marsin werd zwaargewond afgevoerd. Ook een tweede Franse aanval op het dorp mislukte. Enghien verplaatste zijn infanterie naar het midden en leidde zelf een derde aanval op Alerheim. Door de herhaalde aanvallen op het midden was Mercy verplicht ook infanterie van de flanken naar het dorp te sturen. Toen de Fransen Alerheim bereikten, staken ze het dorp in brand. Bij de gevechten om Allerheim sneuvelde Mercy en Enghien verloor tot tweemaal toen een paard. Door de brand moesten de Beierse soldaten zich terugtrekken naar de kerk en het kerkhof van het dorp.
Ondertussen leidde Jan van Werth een succesvolle cavalerieaanval op de Franse rechterflank. De Franse cavalerie en de Franse en Hessische troepen op die flank sloegen op de vlucht. Gramont werd gevangengenomen. Maar in plaats van de Franse reservetroepen aan te vallen, liet van Werth de Franse bagagetros aanvallen en plunderen.
Om 19 uur viel de intacte Franse linkervleugel onder Turenne, samen met de Franse en Hessische reserve onder Enghien, het Beiers-keizerlijke leger op de Wennenberg aan. De aanval van Turenne was succesvol maar hij moest zich terugtrekken toen Geleen de keizerlijke reserves in de strijd gooide. Na tussenkomst van de reserves onder Enghien werd de strijd beslecht in het voordeel van de Fransen en de Hessenaren. Geleen werd gevangen genomen en de keizerlijke artillerie werd buitgemaakt. De Beierse en keizerlijke soldaten in het midden sloegen op de vlucht. Jan van Werth liet na de vijand in de rug aan te vallen met zijn cavalerie. Hij nam de leiding over de resterende troepen over en leidde hen onder dekking van de duisternis naar Donauwörth.

## Nasleep
De slag was een Franse overwinning maar de leger van Turenne en Enghien had zulke zware verliezen geleden dat een verdere opmars naar Beieren niet mogelijk was. Door de frontale aanvallen op het zwaar verdedigde dorp hadden de Fransen en de Hessenaren meer soldaten verloren dan hun tegenstanders. Mogelijk stierven tot 4.000 Fransen in de slag. In totaal vielen er ongeveer 9.000 doden.
De Fransen marcheerden naar hun winterkwartieren. Het Beiers-keizerlijk leger werd versterkt met 5.300 man onder aartshertog Leopold Wilhelm en kon het gebied dat de Fransen en Hessenaren in de zomer hadden ingenomen, heroveren.